# Dietersheim
Dietersheim ist eine Gemeinde im Landkreis Neustadt an der Aisch-Bad Windsheim (Mittelfranken, Bayern).

## Geografie

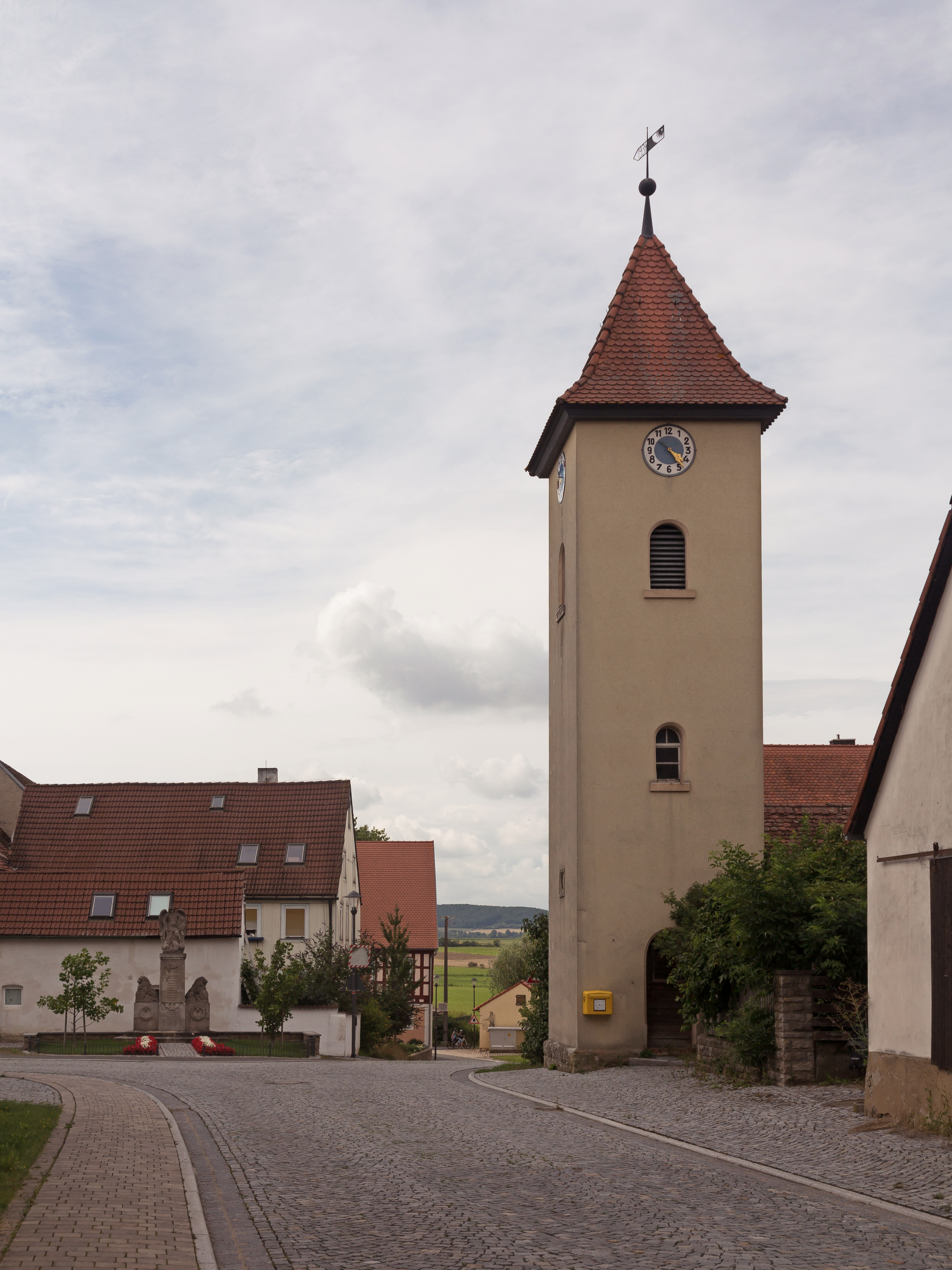
Dietersheim, Kirche in der Hauptstraße

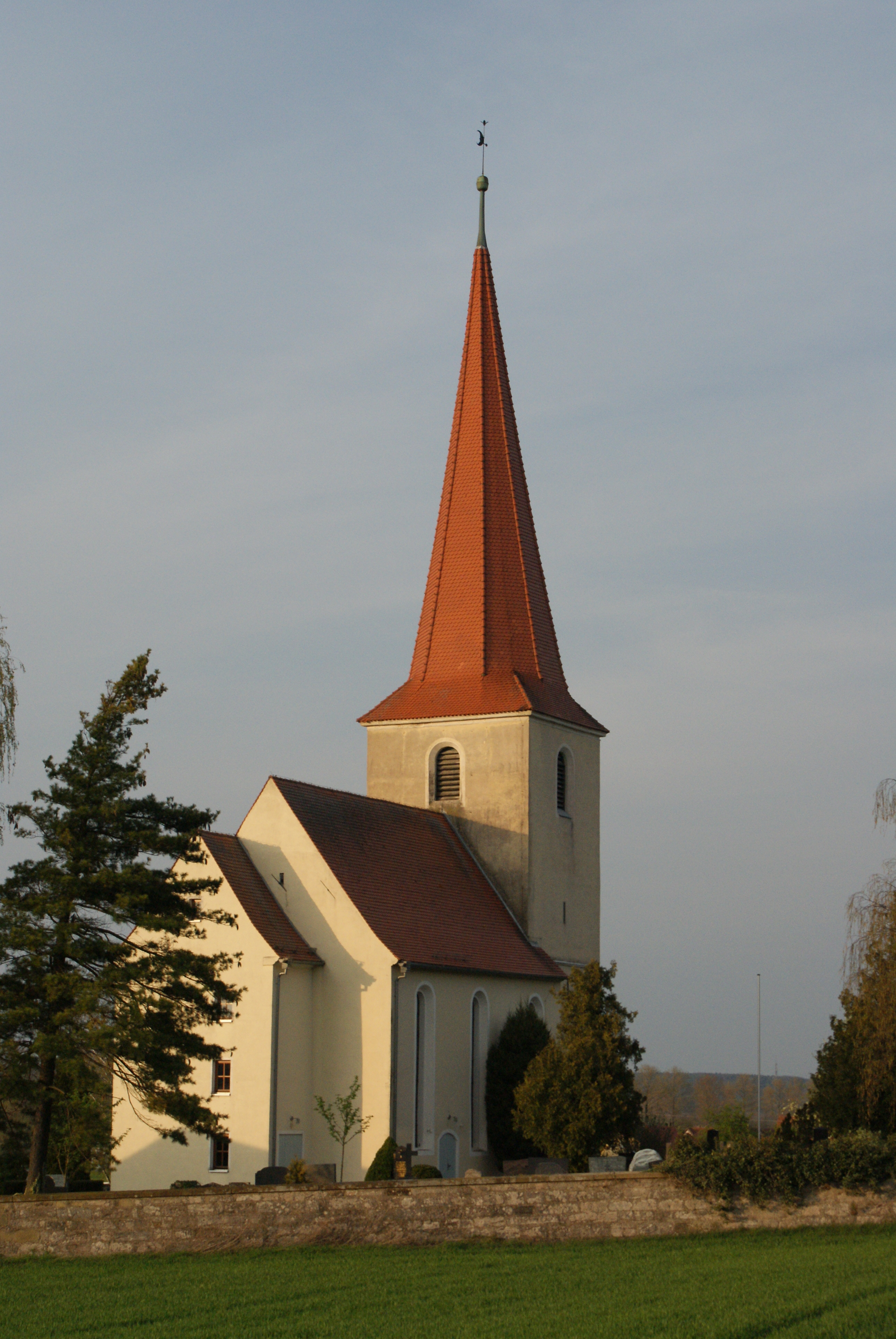
Pfarrkirche St. Markus im Gemeindeteil Dottenheim

### Lage
Durch das Gemeindegebiet fließt die Aisch. Dietersheim, Altheim und Dottenheim liegen im Aischgrund, der hauptsächlich aus Acker- und Grünland besteht, die übrigen Gemeindeteile liegen südlich davon auf einer teils bewaldeten Anhöhe.

### Nachbargemeinden
Nachbargemeinden sind (von Norden beginnend im Uhrzeigersinn): Neustadt an der Aisch, Markt Erlbach, Ipsheim.

### Gemeindegliederung
Es gibt elf Gemeindeteile (in Klammern ist der Siedlungstyp angegeben):
- Altheim (Kirchdorf)
- Beerbach (Dorf)
- Dietersheim (Dorf)
- Dottenheim (Pfarrdorf)
- Hausenhof (Einöde)
- Oberdachsbach (Einöde)
- Oberroßbach (Dorf)
- Pechhütte (Weiler)
- Schormühle (Einöde)
- Unterroßbach (Dorf)
- Walddachsbach (Dorf)

Kein amtlich benannter Gemeindeteil ist Feldhäusel, das in den Ortsverzeichnissen nach 1875 nicht mehr aufgelistet wird.
Es gibt auf dem Gemeindegebiet die Gemarkungen Altheim, Beerbach, Dietersheim, Dottenheim, Oberroßbach und Walddachsbach. Die Gemarkung Dietersheim hat eine Fläche von 4,754 km². Sie ist in 917 Flurstücke aufgeteilt, die eine durchschnittliche Fläche von 5183,88 m² haben.

## Geschichte

### Bis 19. Jahrhundert
Während der Zeit der Stammesherzogtümer lag Dietersheim im Herzogtum Franken. 1317/18 wurde der Ort als „Dittrichsheim“ erstmals urkundlich erwähnt, als der Würzburger Bischof Gottfried III. von Hohenlohe Berthold und Conrad Hagen von Dottenheim eine Wiese im Ort verlieh. Auch Gottfrieds Bruder Heinrich von Hohenlohe verfügte über den Ort. 1338 erhielten die Hohenzollern die Hoheitsrechte über Dietersheim. Weitere Schreibweisen des 1361 bereits wohlhabenden Ortes waren 1370 „Dytrichsheim“ und 1706 „Dietmersheim“. Bestimmungswort des Ortsnamens ist der Personenname Dietrich, dessen Träger als Gründer des Ortes angesehen werden kann. Kirchlich gehörte Dietersheim zu Dottenheim. Im Ort war auch das Kloster Birkenfeld mit einem Hof begütert, der 1544 säkularisiert dem markgräflichen Klosteramt Birkenfeld zugewiesen wurde und 1562 an das Spital in Ansbach fiel. Daneben war die Burggrafschaft Nürnberg und in deren Rechtsnachfolge ab 1427 das Markgraftum Brandenburg-Kulmbach dort begütert. Im Jahr 1513 ist auch ein Untertan der Reichsstadt Rothenburg bezeugt. Im bis 1648 andauernden Dreißigjährigen Krieg kam es zur Verödung und Verwüstung der Dietersheimer Klostergüter. Bereits 1639 waren sie teilweise abgebrannt und zugrunde gegangen.
Gegen Ende des 18. Jahrhunderts gab es in Dietersheim 28 Anwesen. Das Hochgericht übte das brandenburg-bayreuthische Stadtvogteiamt Neustadt an der Aisch aus. Die Dorf- und Gemeindeherrschaft hatte das Kastenamt Ipsheim. Alle Anwesen hatten das Fürstentum Bayreuth als Grundherrn (Kastenamt Neustadt an der Aisch: 1 Mühle, 2 Huben, 1 Halbhof, 3 Sölden, 1 Häckersgut; Klosteramt Birkenfeld: 2 Höfe, 2 Höflein, 1 Gütlein, 9 Häckersgüter, 1 Sölde, 2 Häuser, 2 Halbhäuser, 1 Tropfhäuslein).
Von 1797 bis 1810 unterstand der Ort dem Justizamt Dachsbach und Kammeramt Neustadt. 1810 kam Dietersheim zum jungen Königreich Bayern. Im Rahmen des Gemeindeedikts wurde es dem 1811 gebildeten Steuerdistrikt Schauerheim und 1813 der Ruralgemeinde Birkenfeld zugewiesen. Mit dem Zweiten Gemeindeedikt (1818) entstand die Ruralgemeinde Dietersheim. Sie war in Verwaltung und Gerichtsbarkeit dem Landgericht Neustadt an der Aisch zugeordnet und in der Finanzverwaltung dem Rentamt Neustadt an der Aisch (1919 in Finanzamt Neustadt an der Aisch umbenannt, seit 1972 Finanzamt Uffenheim). Ab 1862 gehörte Dietersheim zum Bezirksamt Neustadt an der Aisch (1939 in Landkreis Neustadt an der Aisch umbenannt). Die Gerichtsbarkeit blieb beim Landgericht Neustadt an der Aisch (1879 in das Amtsgericht Neustadt an der Aisch umgewandelt). Die Gemeinde hatte 1964 eine Gebietsfläche von 4,776 km².

### Junglandbund
Eine Ende Mai 1931 veranstaltete Kundgebung des Junglandbundes wurde von etwa 2500 Menschen besucht. Organisator war im Wesentlichen der Dietersheimer Dorfringführer Philipp Winnerlein. Bei der dabei erfolgten Fahnenweihe des Junglandbundes im festlich geschmückten Dorf trat neben den Dorfring-Rednern auch der Neustädter Pfarrer Georg Düll auf. Die auf die grüne Fahne eingeschworene Bauernjugend bildete seinerzeit einen gewissen Gegenpol zu den Aktivitäten der in Neustadt und Umgebung propagierten NSDAP-Ideologie.

### Eingemeindungen
Am 1. Januar 1970 wurden Teile der aufgelösten Gemeinde Oberroßbach eingegliedert. Am 1. Januar 1972 kam Beerbach hinzu. Altheim, Dottenheim und Walddachsbach, die aus dem aufgelösten Landkreis Uffenheim stammten, kamen am 1. Juli 1972 hinzu.

### Einwohnerentwicklung
Im Zeitraum 1988 bis 2018 stieg die Einwohnerzahl von 1850 auf 2208 um 358 Einwohner bzw. um 19,4 %.
Gemeinde Dietersheim
| Jahr      | 1987   | 2007   | 2008   | 2009   | 2010   | 2011   | 2012   | 2013   | 2014   | 2015   | 2016   |
| Einwohner | 1807   | 2109   | 2133   | 2157   | 2164   | 2159   | 2137   | 2143   | 2138   | 2218   | 2203   |
| Häuser    | 485    |        |        |        |        |        |        | 624    | 632    | 633    | 641    |
| Quelle    | [ 20 ] | [ 21 ] | [ 21 ] | [ 21 ] | [ 21 ] | [ 21 ] | [ 21 ] | [ 21 ] | [ 21 ] | [ 21 ] | [ 21 ] |

Ort Dietersheim (=Gemeinde Dietersheim bis zur Gebietsreform)
| Jahr      | 1818   | 1840   | 1852   | 1855   | 1861   | 1867   | 1871   | 1875   | 1880   | 1885   | 1890   | 1895   | 1900   | 1905   | 1910   | 1919   | 1925   | 1933   | 1939   | 1946   | 1950   | 1952   | 1961   | 1970   | 1987   | 2014   |
| Einwohner | 200    | 227    | 244    | 248    | 247    | 229    | 219    | 216    | 232    | 243    | 217    | 224    | 194    | 189    | 183    | 179    | 168    | 169    | 172    | 286    | 266    | 249    | 333    | 629    | 739    | 912    |
| Häuser    | 37     | 36     |        |        |        |        | 36     |        |        | 36     | 37     |        | 36     |        |        |        | 32     |        |        |        | 37     |        | 57     |        | 188    |        |
| Quelle    | [ 22 ] | [ 23 ] | [ 24 ] | [ 24 ] | [ 25 ] | [ 26 ] | [ 27 ] | [ 28 ] | [ 29 ] | [ 30 ] | [ 31 ] | [ 24 ] | [ 32 ] | [ 24 ] | [ 33 ] | [ 24 ] | [ 34 ] | [ 24 ] | [ 24 ] | [ 24 ] | [ 35 ] | [ 24 ] | [ 16 ] | [ 36 ] | [ 20 ] | [ 37 ] |

## Politik

### Gemeinderat
Der Gemeinderat besteht aus 14 Mitgliedern. Die Kommunalwahlen seit 2014 führten zu folgender Sitzverteilung:
|            | 2014 | 2020 |
| ---------- | ---- | ---- |
| CSU        | 14   | 11   |
| Die Grünen | –    | 2    |
| Die Linke  | –    | 1    |

### Bürgermeister
Seit dem 2. Februar 2010 war Robert Christensen (* 1965) der Bürgermeister. Er wurde am 15. März 2020 mit 87,6 % der Stimmen wiedergewählt.
Nach dem Rücktritt von Robert Christensen zum 31. März 2023 wurde Jürgen Meyer am 7. Mai 2023 zum ersten Bürgermeister gewählt.

### Wappen
| Wappen von Dietersheim | Blasonierung: „Geviert von Silber und Schwarz mit aufgelegtem roten Schild, darin ein silberner Widderkopf mit goldenen Hörnern, in zwei und zwei goldener Schrägbalken.“ |
| Wappen von Dietersheim | Wappenbegründung: Die Vierung von Silber und Schwarz entspricht dem zollerischen Stammwappen. Diese hatten bis Ende des 18. Jahrhunderts die hochgerichtlichen und grundherrlichen Ansprüche in Dietersheim und den benachbarten Orten. Die Schrägbalken weisen auf die Herren von Beirbach, die im Mittelalter in Beerbach ansässig waren. Die Farben Schwarz und Gold erinnern zugleich an die Grundherrschaft des Hochstifts Bamberg im Gemeindegebiet. Der Widderrumpf ist dem Wappen der Herren von Dottenheim entnommen, die im 14. Jahrhundert bei der ersten urkundlichen Erwähnung von Dietersheim als Grundherren erwähnt werden. Dieses Wappen wird seit 1981 geführt. |

## Kultur und Sehenswürdigkeiten

### Theater
Altheimer Zauberkeller, eine Kleinkunstbühne

## Verkehr
Dietersheim liegt an der Bahnstrecke Neustadt (Aisch)–Steinach bei Rothenburg. Die Bundesstraße 470 führt über Birkenfeld nach Neustadt an der Aisch (5,5 km nordöstlich) bzw. über Dottenheim nach Ipsheim (5 km südwestlich). Gemeindeverbindungsstraßen führen nach Hasenlohe (1,7 km nördlich), nach Beerbach (2,5 km südöstlich) und zur Kreisstraße NEA 6 (2 km südöstlich).

## Persönlichkeiten

### Söhne und Töchter der Gemeinde
- Viktor von Holleben (1737–1808), geboren in Beerbach, preußischer Generalmajor
- Karl Hagen oder Carl Heinrich Wilhelm Hagen (1810–1868), Historiker und Abgeordneter der Nationalversammlung in der Paulskirche
- Friedrich Wilhelm Hagen junior (1814–1888), Vertreter der humanen Psychiatrie und einer der Verantwortlichen für die Entmündigung des bayerischen Königs Ludwig II.
- Johann Georg Hufnagel (1869–1951), Heimatdichter

### Weitere Persönlichkeiten, die mit der Gemeinde in Verbindung stehen
- Günter Schwanhäußer (1928–2014), Unternehmer („Schwan-Stabilo“), lebte lange Zeit im Ortsteil Altheim

## Sonstiges
Durch den Spuk von Dietersheim wurde das Dorf 1921 überregional bekannt.
In Hausenhof gibt es eine Camphill-Gemeinschaft.
Der Kamin des EKA-Möbelwerks ist 42 Meter hoch.